# Cladonia glauca
Cladonia glauca Flörke (1828), è una specie di lichene appartenente al genere Cladonia,  dell'ordine Lecanorales.
Il nome proprio deriva dal latino glaucus,-a,-um, che significa verdastro, grigio chiaro, grigio azzurro, ad indicare il colore degli apoteci.

## Caratteristiche fisiche
Il sistema di riproduzione è principalmente asessuato, attraverso i soredi o strutture similari, quali ad esempio i blastidi. Il fotobionte è principalmente un'alga verde delle Trentepohlia, di preferenza una Trebouxia.

## Habitat
Questa specie si adatta soprattutto a climi da tipo temperato fresco o montano di tipo boreale. Rinvenuta su suoli acidi in spazi aperti e soleggiati. Predilige un pH del substrato da molto acido a valori intermedi fra molto acido e subneutro puro. Il bisogno di umidità è mesofitico.

## Località di ritrovamento
La specie è stata rinvenuta nelle seguenti località:
- Germania (Baden-Württemberg, Baviera, Meclemburgo, Renania Settentrionale-Vestfalia, Schleswig-Holstein, Turingia, Renania-Palatinato, Bassa Sassonia, Essen, Berlino, Amburgo, Sassonia, Brandeburgo);
- Canada (Ontario, Saskatchewan, Manitoba, Alberta);
- USA (Connecticut, Alaska, Minnesota, New York, Dakota del Nord);
- Spagna (Castiglia e León);
- Austria (Alta Austria);
- Russia (Oblast di Tomsk);
- Cina (Jilin, Mongolia Interna, Heilongjiang);
- Bhutan, Danimarca, Estonia, Finlandia, Giappone, Gran Bretagna, Irlanda, Lituania, Lussemburgo, Mongolia, Norvegia, Paesi Bassi, Polonia, Portogallo, Repubblica Ceca, Romania, Svezia, Taiwan, Ungheria.

In Italia questa specie di Cladonia è estremamente rara:
- Trentino-Alto Adige, estremamente rara in tutta la regione
- Valle d'Aosta, estremamente rara in tutta la regione
- Piemonte, estremamente rara sui monti dell'arco alpino, non rinvenuta nel resto della regione
- Lombardia, non è stata rinvenuta
- Veneto, estremamente rara al confine con il Trentino e con il Friuli, non rinvenuta altrove
- Friuli, non è stata rinvenuta
- Emilia-Romagna, non è stata rinvenuta
- Liguria, estremamente rara in tutta la regione, tranne le zone litorali dove è assente
- Toscana, non è stata rinvenuta
- Umbria, non è stata rinvenuta
- Marche, non è stata rinvenuta
- Lazio, non è stata rinvenuta
- Abruzzi, non è stata rinvenuta
- Molise, non è stata rinvenuta
- Campania, non è stata rinvenuta
- Puglia, non è stata rinvenuta
- Basilicata, non è stata rinvenuta
- Calabria, non è stata rinvenuta
- Sicilia, non è stata rinvenuta
- Sardegna, non è stata rinvenuta.[2]

## Tassonomia
Questa specie non ha ancora una sezione definitiva di appartenenza; a tutto il 2008 sono state identificate le seguenti forme, sottospecie e varietà:
- Cladonia glauca f. fastigiata Anders (1936).
- Cladonia glauca f. glauca Flörke (1828).
- Cladonia glauca f. recurvoprolifera Anders (1936).
- Cladonia glauca f. scoparia Anders (1936).
- Cladonia glauca f. subacuta Asahina (1950).
- Cladonia glauca f. subdeformis Anders (1936).